# ناحیه چهارسده
شهرستان چهارسده (به انگلیسی: Charsadda District) یک منطقهٔ مسکونی در پاکستان است که در خیبر پختونخوا واقع شده‌است. شهرستان چهارسده ۹۹۶ کیلومتر مربع مساحت و ۱٬۶۲۶٬۰۰۰ نفر جمعیت دارد.